# У Цзунъюй
У Цзунъю́й (кит. 吴宗玉, малайск. Wu Zongyu; 9 июля 1939, Шанхай — 15 июля 2024, Пекин) — китайский малаист, профессор.

## Краткая биография
Окончил индонезийское отделение Пекинского университета (1961). В 1962 году поступил на работу в Пекинский университет иностранных языков (ПУИЯ), где стал преподавать малайский язык (малайзийская версия). Создал первые учебники малайского языка для китайских студентов. С 1985 года доцент, с 1985 года — профессор. В 1989 году участвовал во Всемирном конгрессе малайского языка в Куала-Лумпуре. С 1996 года такие конгрессы под его председательством стали проводиться в Пекине. В 1997 году организовал Центр малайских исследований при ПУИЯ. В 2000 году по его инициативе создана должность заведующего кафедрой малайского языка, заполняемая преподавателями из Малайзии (в 2008—2011 гг. её возглавлял известный малайзийский лингвист Аванг Сариян). В 2014 году назначен малайзийским правительством членом Международного совета по малайскому языку. Перевёл на китайский язык сборник малайских сказок, некоторые речи премьер-министра Малайзии Махатхира Мухамада и стихи Усмана Аванга.

## Награды
- Звание почётного профессора Университета Малайя (Куала-Лумпур) (2011)
- Звание поборника малайского языка (Диплом и 50 000 ринггитов) (2011)[4]